# Estadio La Arboleda
El Estadio La Arboleda es un estadio de fútbol de Paraguay situado en el barrio Santísima Trinidad de la ciudad de Asunción. En este escenario, que cuenta con capacidad para 8000 asistentes, hace las veces de anfitrión el equipo de fútbol del club Rubio Ñu de la Segunda División de Paraguay. Debe su denominación a la peculiar cantidad de árboles que rodean el recinto.
En agosto de 2013, por el centenario de la institución fueron inauguradas las obras de remodelación que posibilitaron su ampliación con la construcción de una nueva gradería, como así también la inauguración de un sistema lumínico.
El estadio fue usado por el club Sportivo Luqueño para ejercer su localía en el Apertura 2019 de la Primera División.